# Kamikokurjó Moe
Kamikokurjó Moe (上國料萌衣; Kumamoto prefektúra, 1999. október 24. –) japán énekesnő és modell. Az Angerme lánycsapat főénekese.

## Élete
Kamikokurjó Moe 1999. október 24-én született Kumamoto prefektúrában, Japánban.
2015-ben az Angerme egyetlen 4. generációs tagja lett.
2017 márciusában csatlakozott a Kamiisinaka Kanához Nakadzsima Szaki, Isida Ajumi és Kanazava Tomoko mellett.
2019-től az Evelyn divatmárka modellje.

## Diszkográfia

### Dalok
- "Micsiko no Uta" (2016)
- "Color Girl" (2018)

## Filmográfia

### Filmek
- JK Ninja Girls (2017)

### TV műsorok
- The Girls Live (2015–2019)
- Bowling Kakumei P★League (ボウリング革命 P★League) (2017–)
- Ai・Dol Project (Ai・Dol プロジェクト) (2019)
- Hello! Project presents... "Solo Fes!" (2020)
- Angerme no Kekkjoku va Love desó!! (2020)
- Hiru nan deszu! (ヒルナンデス!) (2021)
- Hello! Project presents... "Solo Fes! 2" (2021)

## Publikációk

#### Fotókönyvek
- Moe (2018. október 24, Odyssey Books)[3]

## Fordítás
- Ez a szócikk részben vagy egészben  a   Moe Kamikokuryo című angol Wikipédia-szócikk fordításán alapul.  Az eredeti cikk szerkesztőit annak laptörténete sorolja fel. Ez a jelzés csupán a megfogalmazás eredetét és a szerzői jogokat jelzi, nem szolgál a cikkben szereplő információk forrásmegjelöléseként.